# Arbutus (film)
Arbutus è un cortometraggio muto del 1911 diretto da Charles Kent. Il regista appare anche tra gli interpreti del film che ha come protagonisti Helen Gardner, Robert Gaillard e Tefft Johnson.

## Produzione
Il film fu prodotto dalla Vitagraph Company of America.

## Distribuzione
Distribuito dalla General Film Company, il film - un cortometraggio in una bobina - uscì nelle sale cinematografiche statunitensi l'8 novembre 1911.